# 利夫拉杜瓦地区马尔萨克
利夫拉杜瓦地区马尔萨克（法語：Marsac-en-Livradois）是法国多姆山省的一个市镇，位于该省东南部，属于昂贝尔区。该市镇总面积48.46平方公里，2009年时的人口为1446人。

## 人口
利夫拉杜瓦地区马尔萨克人口变化图示